# ديفيد جيبس (مدير فني)
ديفيد جيبس (بالإنجليزية: David Gibbs)‏ هو مدير فني أمريكي، ولد في 10 يناير 1968 في ماونت إيري في الولايات المتحدة.